# Lonesome Crow
Lonesome Crow z roku 1972 je debutové album německé hardrockové a heavymetalové skupiny Scorpions. Jde o jediné album skupiny, kde je sólovým kytaristou Michael Schenker jako regulérní člen skupiny – který se však poté připojil ke skupině UFO. Na dalších albech ho zastoupil kytarista Ulrich Roth.

## Seznam skladeb
Hudbu napsali Rudolf a Michael Schenkerovi, texty Klaus Meine, Wolfgang Dziony a Lothar Heimberg
1. "I'm Going Mad" – 4:52
2. "It All Depends" – 3:23
3. "Leave Me" – 5:02
4. "In Search of the Peace of Mind" – 4:56
5. "Inheritance" – 4:37
6. "Action" – 3:53
7. "Lonesome Crow" – 13:39

## Sestava
- Michael Schenker – sólová kytara
- Klaus Meine – zpěv
- Rudolf Schenker – kytara
- Wolfgang Dziony – bicí
- Lothar Heimberg – baskytara